# Ленинский сельский совет (Крым)
Ленинский сельский совет (укр. Ленінська сільська рада, крымскотат. Qır Baylar köy şurası) — согласно законодательству Украины — административно-территориальная единица в Красногвардейском районе Автономной Республики Крым, расположенная в юго-западной части района в степной зоне полуострова. Население по переписи 2001 года — 2270 человек.
К 2014 году состоял из 3 сёл:
- Ленинское
- Звёздное
- Прямое

## История
Ленинский сельский совет образован в период с 1968 года, когда сёла ещё числились в Амурском сельсовете, по 1974 год, когда совет уже описан в книге «Історія міст і сіл Української РСР». На 1977 год, кроме современных, в состав совета входила Крыловка, снятая с учёта решением Крымского облисполкома от 16 сентября 1986 года. С 12 февраля 1991 года сельсовет в восстановленной Крымской АССР, 26 февраля 1992 года переименованной в Автономную Республику Крым. С 21 марта 2014 года в составе Крыма аннексирован Россией. Законом «Об установлении границ муниципальных образований и статусе муниципальных образований в Республике Крым» от 4 июня 2014 года территория административной единицы была объявлена муниципальным образованием со статусом сельского поселения.